# Critérium National de la Route 1965
Il Critérium National de la Route 1965, trentaquattresima edizione della corsa, si svolse dal 29 al 30 marzo su un percorso di 326 km ripartiti in 3 tappe, tutte con partenza e arrivo a Revel (Alta Garonna). Fu vinto dal francese Jacques Anquetil della Ford France-Gitane davanti ai suoi connazionali Raymond Poulidor e Jean-Claude Annaert.

## Tappe
| Tappa  | Data     | Percorso                          | km  | Vincitore di tappa  | Leader cl. generale |
| ------ | -------- | --------------------------------- | --- | ------------------- | ------------------- |
| 1ª     | 29 marzo | Revel > Revel                     | 195 | Jean-Claude Annaert |                     |
| 2ª     | 30 marzo | Revel > Revel                     | 108 | Raymond Poulidor    |                     |
| 3ª     | 30 marzo | Revel > Revel (cron. individuale) | 22  | Jacques Anquetil    | Jacques Anquetil    |
| Totale | Totale   | Totale                            | 326 |                     |                     |

## Dettagli delle tappe

### 1ª tappa
- 29 marzo: Revel > Revel – 195 km

| Pos. | Corridore           | Squadra     | Tempo |
| ---- | ------------------- | ----------- | ----- |
| 1    | Jean-Claude Annaert | Mercier     |       |
| 2    | Jacques Anquetil    | Ford France |       |
| 3    | Raymond Poulidor    | Mercier     |       |

| Pos. | Corridore | Squadra | Tempo |
| ---- | --------- | ------- | ----- |

### 2ª tappa
- 30 marzo: Revel > Revel – 108 km

| Pos. | Corridore           | Squadra     | Tempo |
| ---- | ------------------- | ----------- | ----- |
| 1    | Raymond Poulidor    | Mercier     |       |
| 2    | Jacques Anquetil    | Ford France |       |
| 3    | Jean-Claude Annaert | Mercier     |       |

| Pos. | Corridore | Squadra | Tempo |
| ---- | --------- | ------- | ----- |

### 3ª tappa
- 30 marzo: Revel > Revel (cron. individuale) – 22 km

| Pos. | Corridore        | Squadra     | Tempo |
| ---- | ---------------- | ----------- | ----- |
| 1    | Jacques Anquetil | Ford France |       |
| 2    | Raymond Poulidor | Mercier     |       |
| 3    | Georges Chappe   | Mercier     |       |

| Pos. | Corridore           | Squadra     | Tempo    |
| ---- | ------------------- | ----------- | -------- |
| 1    | Jacques Anquetil    | Ford France | 9h19'12" |
| 2    | Raymond Poulidor    | Mercier     | a 41"    |
| 3    | Jean-Claude Annaert | Mercier     | a 2'10"  |

## Classifiche finali

### Classifica generale
| Pos. | Corridore             | Squadra                  | Tempo    |
| ---- | --------------------- | ------------------------ | -------- |
| 1    | Jacques Anquetil      | Ford France-Gitane       | 9h19'12" |
| 2    | Raymond Poulidor      | Mercier-BP-Hutchinson    | a 41"    |
| 3    | Jean-Claude Annaert   | Mercier-BP-Hutchinson    | a 2'10"  |
| 4    | Désiré Letort         | Peugeot-BP-Michelin      | a 3'25"  |
| 5    | Jean Stablinski       | Ford France-Gitane       | a 3'26"  |
| 6    | Henri Anglade         | Pelforth-Sauvage-Lejeune | a 3'30"  |
| 7    | Georges Chappe        | Mercier-BP-Hutchinson    | a 3'48"  |
| 8    | Jean Milesi           | Margnat-Paloma-Inuri     | a 4'12"  |
| 9    | Michel Grain          | Ford France-Gitane       | a 4'45"  |
| 10   | Jean-Claude Wuillemin | Ford France-Gitane       | a 5'10"  |